# Úriszék (Szlovénia)
Úriszék (korábban Pananócz, szlovénül: Panovci, régi vend neve Pananovci) falu Szlovéniában, a Muravidéken, Péterhegy községhez tartozik.

## Fekvése
Muraszombattól 20 km-re északra, Péterhegytől 5 km-re délre a magyar határhoz közel, a Vendvidéki-dombság a Goričko területén a Rátkalaki-patak (Ratkovski-potok) partján fekszik.

## Története
Az első írásos említés a faluról még 1395-ből a Békássy család levéltárában található okiratból származik "Panoh" névvel. 1465-ben "Poss. Panolch" alakban szerepel. A falu nevének magyarosításáig "Pananócz" néven fordult elő a térképeken. A magyar nevét onnan adták, hogy az eredetiben ott volt a Pan szó, ami a szláv nyelvekben úr-t jelent, de nem valószínűsíthető, hogy akár a vend, akár a szlovén nyelvben is ilyen alakban lett volna jelen.
Birtokosait 1455-ben a tótsági Prosznyák családban jelölik meg, akiknek Szentbenedeken volt a fészkük. Ez a család mintegy kilencvennégy évig birtokolta a települést, utána különböző közbirtokosokhoz tartozott, a 19. században pedig a Hertelendy család jobbágyai voltak a falu lakói.
Vályi András szerint "PANANÓCZ. Tót falu Vas Vármegyében, földes Ura Hertelendi, és több Uraságok, lakosai katolikusok, fekszik Koncsóczhoz közel, mellynek filiája, ámbár egyéb megkivántató javai vannak, de mivel földgye sovány, harmadik osztálybéli."
Fényes Elek szerint "Pananócz, vindus falu, Vas vmegyében, ut. p. Radkersburg, 435 evang. lak. Közbirtokosoké."
Vas vármegye monográfiája szerint "Uriszék. Házszám 50, lélekszám 280. Lakosai vendek, vallásuk ág. ev. Postája Tót-Keresztúr, távirója Csákány."
1910-ben 224, túlnyomórészt szlovén lakosa volt.
A trianoni békeszerződés előtt Vas vármegye Muraszombati járásához tartozott, mígnem az első világháború befejezését követően előbb a Vendvidéki Köztársaság (ennek a legnyugatibb térségében feküdt), majd a Szerb–Horvát–Szlovén Királyság területéhez, azaz a későbbi Jugoszláviához került (1919). 1941-ben a jugoszláv fennhatóságot átmeneti periódusra újból a magyar cserélte fel, mígnem 1945-ben ismét Jugoszláviának ítélték a települést. 1991 óta Szlovénia része.
A legutóbbi felmérések szerint csupán 30 lakója van a falunak. 1991-ben ez a szám még 51 fő volt, 1910-ben 221. Az 1836-ból, a tótsági járásból származó felmérések szerint 172 vend (szlovén) lakta, melyből ketten voltak csak katolikusok, a többiek evangélikusok, akiknek Domonkosfán volt templomuk, míg a katolikusok Kancsóczra (Felsőszentbenedek) jártak misére.